# Lista de hoaxes no futebol
Este artigo traz uma Lista com casos famosos de hoaxes no futebol, envolvendo supostos jogadores e até jogadores falsos.

## Pessoas de Verdade
| Data        | Nome do Jogador     | Informações | Ref.        |
| ----------- | ------------------- | --- | ----------- |
| Vários Anos | Carlos Kaiser       | Em 2011, o programa Esporte Espetacular, da Rede Globo, exibiu uma matéria que contava com detalhes como ele por mais de 20 anos conseguiu ludibriar diversos clubes brasileiros (Botafogo, Flamengo, Bangu, Fluminense, Vasco da Gama, America) e do exterior (Puebla do México, Independiente da Argentina, El Paso dos EUA e Gazélec Ajaccio da França), fazendo parte de seus elencos, mesmo sem praticamente ter disputado partidas oficiais. | [ 2 ] [ 3 ] |
| 1996        | Ali Dia             | Ali Dia havia passado sem sucesso por inúmeras equipes semi-profissionais da França e Inglaterra. Em 1996, após um trote de um amigo que se fez passar por George Weah, enganou o famoso técnico britânico Graeme Souness, do Southampton, e conseguiu, assim, jogar 53 minutos de uma partida da tradicional Premier League. | [ 4 ]       |
| 2005-2007   | Alessandro Zarrelli | Alessandro Zarrelli tornou-se famoso em 2008, quando participou de um documentário chamado Super Fakes, da Sky TV, na tentativa de jogar em clubes amadores da Irlanda do Norte e do País de Gales. Desde então, jogou em times inexpressivos da Inglaterra e da Escócia - o mais conhecido foi o Queen's Park, entre 2008 e 2009. Morreu em novembro de 2018, num acidente automobilístico.                                                       | [ 5 ] [ 6 ] |

## Personagens Fictícios
| Data             | Nome do Jogador | Informações | Ref.  |
| ---------------- | --------------- | --- | ----- |
| Novembro de 1999 | Didier Baptiste | Em novembro de 1999, o jornal The News of the World divulgou em primeira mão: o Liverpool estava disposto a pagar £3,5 milhões ao Monaco por Didier Baptiste, defensor da seleção francesa sub-21. Na onda, outros veículos britânicos divulgaram a notícia, como The Times e The Observer. Baptiste, no entanto, era um personagem de uma novela chamada “Dream Team”.                                 | [ 7 ] |
| 2003             | Ernest Gund     | Segundo o jornal The Observer, Ernest Gund era um meio-campista da seleção austríaca sub-21 que havia sido convidado pelo técnico Peter Reid, do Leeds United para um período de testes. O que todos só descobriram dias depois era que Gund não existia: era um jogador erroneamente incluído no jogo Championship Manager.                                                                            | [ 7 ] |
| Janeiro de 2009  | Masal Bugduv    | Em janeiro de 2009, o jornal britânico The Times, incluiu o jogador de 16 anos em uma lista de “50 maiores estrelas ascendentes do futebol”. Ele ficou na 30a posição do ranking e, segundo os britânicos, o Arsenal era o seu possível destino. A farsa havia sido inventada por um grupo de amigos irlandeses, que incluiu menções a Bugduv na Wikipedia e criou notícias de falsos jornais moldavos. | [ 7 ] |
| 2013             | Enrico Cabrito  | Em 2013, através de seu twitter, um jornalista gaúcho revelou que o Grêmio estava contratando Enrico Cabrito, promissor lateral esquerdo argentino. Horas depois, a informação teve espaço até mesmo no principal programa da televisão gaúcha na hora do almoço. | [ 7 ] |
| Setembro de 2015 | Rex Secco       | Agência de marketing Social Chain criou o jogador e espalhou a notícia no Twitter de que o Arsenal estaria disposto a pagar uma grande quantia pelo jogador de 16 anos. Tratou-se apenas de uma pesquisa da empresa sobre como o conteúdo funciona no Twitter, à frente da convenção Soccerex em Manchester. Seu nome - Rex Secco - é um anagrama da palavra "Soccerex"                                 | [ 8 ] |